# Head Music
Albums de Suede
Coming Up
(1996) A New Morning
(2002)
Head Music est le quatrième album du groupe anglais Suede, sorti le 3 mai 1999 chez Nude Records. Produit et mixé par Steve Osborne, il propose un son plus électronique, une nouvelle orientation musicale. Son enregistrement est parasité par plusieurs difficultés, telles que l'addiction du chanteur Brett Anderson au crack et les problèmes de santé du claviériste Neil Codling, souffrant du syndrome de fatigue chronique. Toutefois, l'album se classe numéro 1 des charts anglais et profite d'une excellente exposition médiatique. L'album est reçu diversement par la critique, parfois tiède, parfois favorable à ce nouvel opus. Néanmoins, Head Music recueille plus de critiques négatives que n'importe quel album précédent du groupe.

## Liste des titres
1. Electricity - 4:39
2. Savoir Faire - 4:37
3. Can't Get Enough - 3:58
4. Everything Will Flow - 4:41
5. Down - 6:12
6. She's in Fashion - 4:53
7. Asbestos - 5:17
8. Head Music - 3:23
9. Elephant Man - 3:06
10. Hi-Fi - 5:09
11. Indian Strings - 4:21
12. He's Gone - 5:35
13. Crack in the Union Jack - 1:56

## Singles
« # » indique la plus haute position dans le UK Singles Chart
- Electricity (12 avril 1999) #5
- She's in Fashion (21 juin 1999) #13
- Everything Will Flow (6 septembre 1999) #24
- Can't Get Enough (8 novembre 1999) #23